# 薩格察恩山
47°27′12″N 11°47′53″E / 47.45333°N 11.79806°E

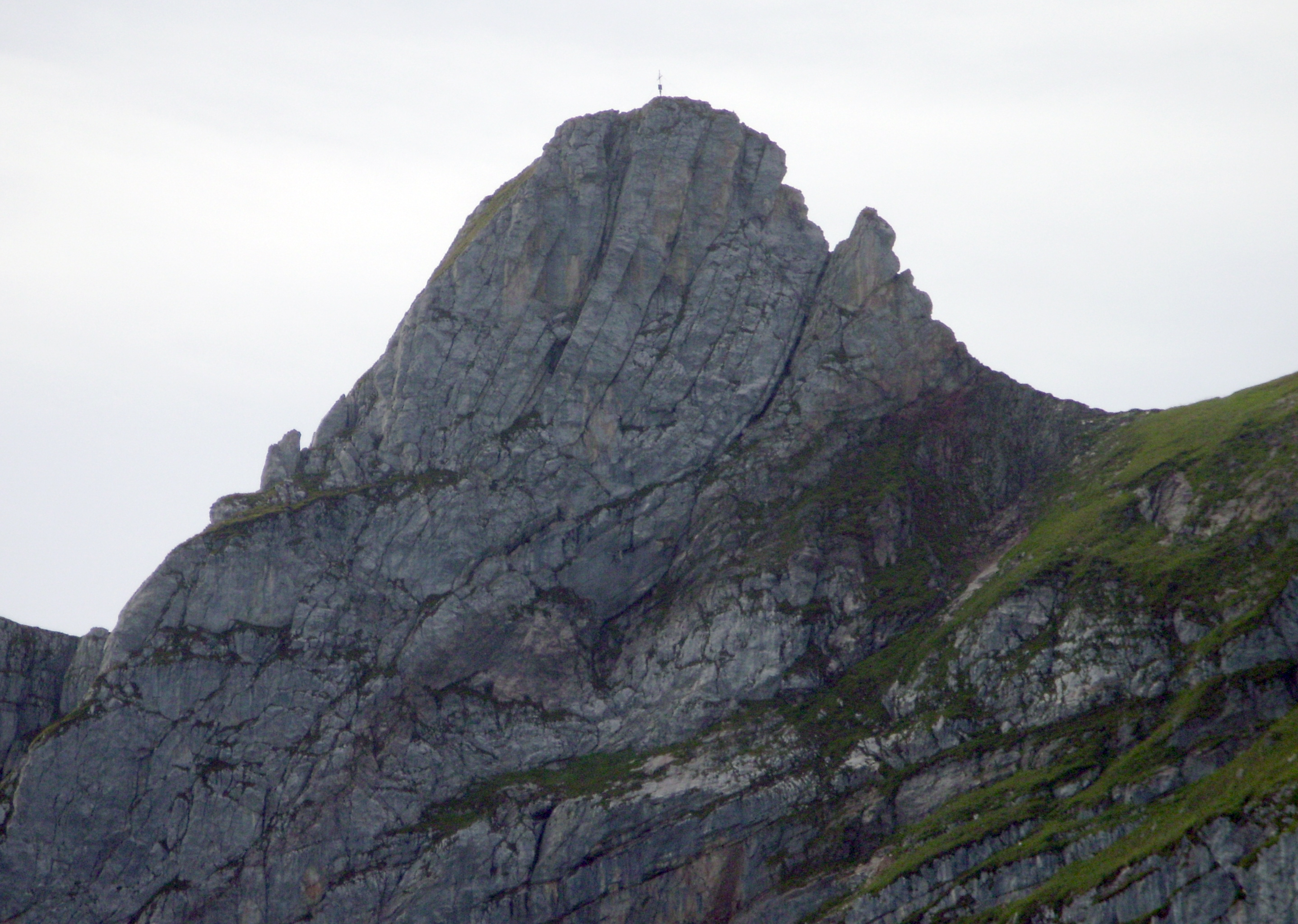

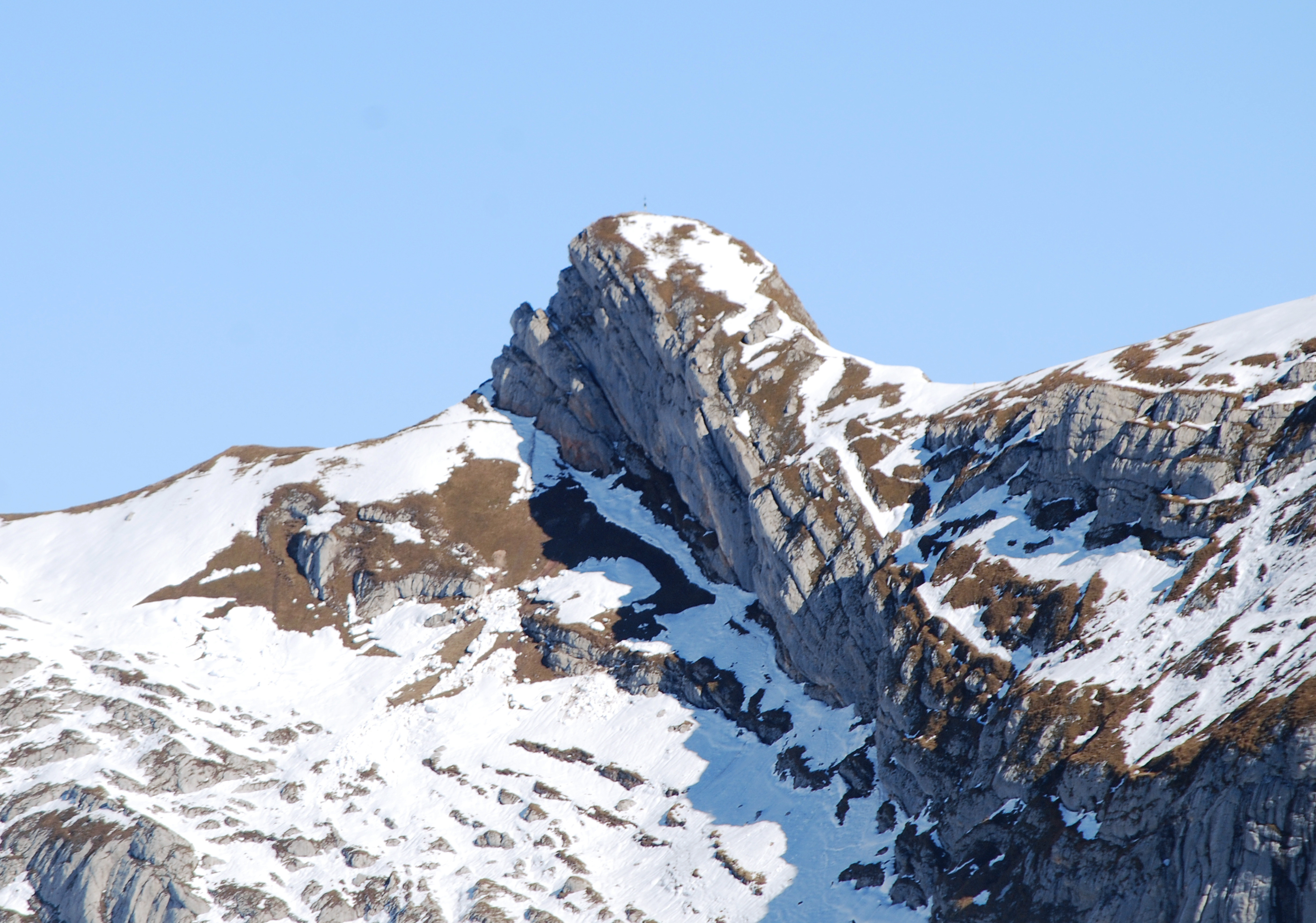

薩格察恩山（德語：Sagzahn），是奧地利的山峰，位於該國西部，由蒂羅爾州負責管轄，屬於布兰登贝格山的一部分，距離羅方峰0.55公里，海拔高度2,228米。